# Juliët Lohuis
Juliët Lohuis (Oldenzaal, 10 settembre 1996) è una pallavolista olandese, centrale del Casalmaggiore.

## Carriera

### Club
La carriera di Juliët Lohuis inizia nella stagione 2012-13 nel Set-Up'65, in Topdivisie, mentre nella stagione successiva esordisce in Eredivisie con il Talent Team, con cui vince lo scudetto. Nell'annata 2014-15 si trasferisce all'Eurosped e in quella 2016-17 passa all'Alterno, sempre nella massima divisione olandese, dove resta per due stagioni.
Per il campionato 2015-16 si trasferisce in Germania grazie all'ingaggio da parte del Münster, in 1. Bundesliga, categoria dove milita anche dalla stagione 2019-20 con il MTV Stoccarda, vincendo nell'annata 2021-22 sia la coppa di Germania che il campionato.
Nella stagione 2022-23 si accasa al club italiano del Casalmaggiore, in Serie A1.

### Nazionale
Nel 2013 viene convocata nella nazionale under 18 olandese, nel 2014 è in quella under 19 e nel 2015 in quella under 20.
Nel 2018 ottiene le prime convocazioni nella nazionale maggiore, con cui nel 2023 vince la medaglia di bronzo al campionato europeo.

## Palmarès

### Club
- Campionato olandese: 1

2012-13
- Campionato tedesco: 1

2021-22
- Coppa di Germania: 1

2021-22